# درب إمامزادة
درب إمامزادة (بالفارسية: درب امامزاده) هي قرية تقع في البلدة المركزية في إيران. يقدر عدد سكانها بـ 446 نسمة بحسب إحصاء 2016.